# فرودگاه فیلدینگ
فرودگاه فیلدینگ (به انگلیسی: Feilding Aerodrome) یک فرودگاه همگانی است که یک باند فرود آسفالت دارد و طول باند آن ۱۰۳۰ متر است. این فرودگاه در کشور نیوزلند قرار دارد و در ارتفاع ۶۵ متری از سطح دریا واقع شده است.